# Voces de gesta
Voces de gesta es una obra de teatro de Ramón María del Valle-Inclán, escrita en verso, estrenada en 1911.

## Argumento
El Rey Carlino gobierna sabiamente sobre las comunidades de pastores vasco-navarros, enfrentados a las incursiones y rapiñas de las huestes del rey pagano y anti-carlino, llegando a maltratar hasta la ceguera a la pastora Ginebra - emblema del pueblo - que además es violada, quedando embarazada de uno de los capitanes. Éste, transcurridos diez años, llegará a matar a su propio hijo, Garín, que trataba de defender a su madre, quien, en venganza, lo decapita. Tras otros diez años, Ginebra presenta en ofrenda al rey Carlino la cabeza del cabeza enemigo, aunque la derrota frente a los invasores es ya casi una realidad.

## Representaciones destacadas
- Teatro Novedades, Barcelona, 18 de junio de 1911. Estreno.
  - Intérpretes: María Guerrero (Ginebra), Fernando Díaz de Mendoza (Carlino), Josefina Blanco (Garín).
- Teatro de la Princesa, 26 de mayo de 1912. Estreno en Madrid.
- Teatro María Guerrero, Madrid, 5 de febrero de 1991.
  - Dirección: Emilio Hernández.
  - Intérpretes: Magüi Mira (Ginebra), Ricardo Lucia (Carlino), Andrés Mejuto,  Antonio Dechent (Capitán), Juan Gea.